# Гарреб, Адем
Аде́м Гарре́б (фр. Adem Garreb; род. 22 мая 2003) — тунисский футболист, нападающий команды «Клуб Африкен».

## Карьера

### «Клуб Африкен»
Воспитанник команды «Клуб Африкен» из Туниса. С 2020 года играл за основную команду клуба. В тунисской Лиге 1 дебютировал в декабре 2020 года в матче против «Кайруан», где «Африкен» победили со счётом 1:2. На Кубок Туниса в сезоне 2020/21 оказался вне заявки.